# Erfolg (Roman)

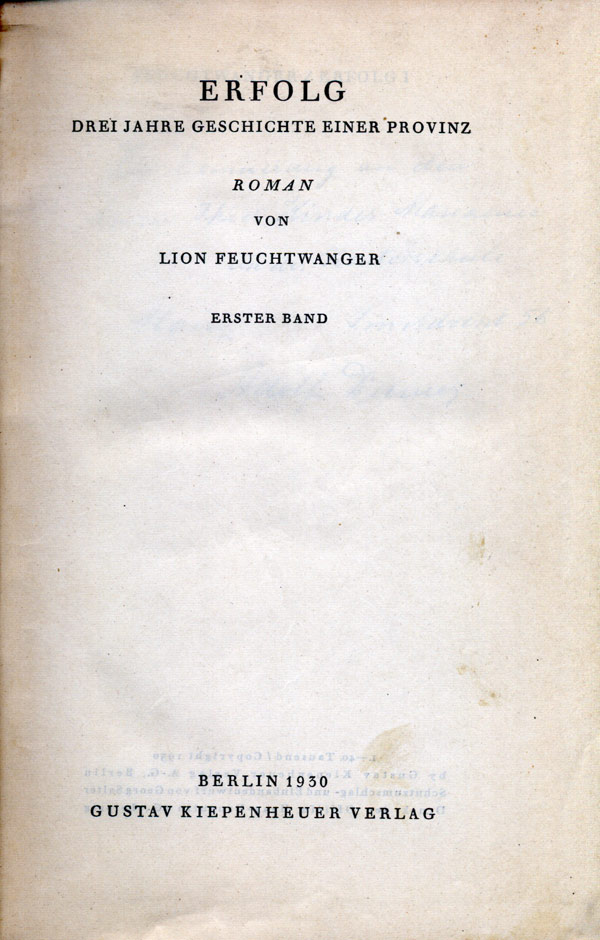
Titelblatt der Erstausgabe (1930)

Erfolg ist der Titel eines Zeitromans von Lion Feuchtwanger. Der Untertitel lautet Drei Jahre Geschichte einer Provinz. Er entstand in den Jahren 1927–1930 und erschien 1930. Zusammen mit den Romanen Die Geschwister Oppermann und Exil gehört er zu Feuchtwangers „Wartesaal-Trilogie“. Er weist deutliche Elemente eines Schlüsselromans auf.

## Handlung
Die Handlung beginnt mit einem angeblichen und einem wirklichen Meineid. Der Kunsthistoriker und Münchner Museumsdirektor Martin Krüger gerät in den frühen 1920er Jahren in die Kritik, weil er mehrere anstößige Gemälde angeschafft und ausgestellt hat. Daraufhin wird er in einem politisch motivierten Meineid-Prozess zu drei Jahren Gefängnis verurteilt. Krüger wird nachgesagt, dass er nach einem Fest einer Dame in ihre Wohnung gefolgt sei, was dieser unter Eid bestritten hatte. Die Verurteilung beruht auf der eidlichen Falschaussage des Chauffeurs Ratzenberger. Dabei ist allen Beteiligten klar, dass es sich um einen Vorwand der konservativen bayerischen Staatsregierung handelt, um den politisch der Linken zuzurechnenden Krüger seines Amtes zu entheben.
In den folgenden Jahren versucht Krügers Freundin Johanna Krain, seine Begnadigung zu erwirken. Zu diesem Zweck sucht sie den Kontakt zu hochgestellten Persönlichkeiten, zu den Politikern, zu den Oberen in Wirtschaft und Kirche und zu der abgedankten Monarchenfamilie. Nach und nach entsteht so ein Sittengemälde des „Landes Bayern“ in jener Zeit.
Im zweiten Teil des Romans nimmt die Bewegung Rupert Kutzners und der „Wahrhaft Deutschen“ – Chiffre für die NSDAP – einen immer größeren Raum ein. Kutzner trägt deutlich Züge Hitlers, und die Beschreibung seines Aufstandes entspricht dem Hitler-Ludendorff-Putsch von 1923. General Vesemann ist eine literarische Kopie Erich Ludendorffs. Feuchtwanger betont besonders, wie die breite Bevölkerung Kutzner unterstützt, wie aber auch die konservativen Kräfte in Bayern die Kutzner-Bewegung benutzen, um ihre eigenen Interessen durchzusetzen, womit sie überhaupt erst Kutzners Aufstieg ermöglichen.
Am Ende des Romans stirbt Martin Krüger in der Haft und Johanna Krain und ihr Freund Jacques Tüverlin bemühen sich, den Skandal bekannt zu machen. Johanna dreht einen Film und Tüverlin schreibt ein Buch. Da Tüverlin Züge Lion Feuchtwangers trägt, kann der Leser vermuten, es handle sich dabei um das gerade gelesene Buch.

## Personen-Schlüssel
Viele der Romanfiguren sind erkennbar Persönlichkeiten der damaligen bayrischen Gesellschaft nachgebildet. Als erstes entdeckte das Bertolt Brecht, der sich in dem Ingenieur und Dichter Kaspar Pröckl wiedererkannte. Der Komiker Baltasar Hierl ist nach dem Vorbild von Karl Valentin gestaltet. In Dr. Matthäi zeichnet Feuchtwanger ein wenig schmeichelhaftes Bild des Autors Ludwig Thoma. Dessen ihm in Hassliebe verbundener Berufskollege Josef Pfisterer erinnert deutlich an Ludwig Ganghofer.
Der Schriftsteller Tüverlin trägt nicht nur Züge Lion Feuchtwangers selbst, sondern auch solche von Thomas Mann. Besonders deutlich wird dies im Kapitel Die Funktion des Schriftstellers im zweiten Buch, als sich Pröckl mit Tüverlin über Literatur streitet und ihm vorwirft, er mache „Sanatoriums-, Winterkurortpoesie“, „während der Planet zerrissen“ werde (eine Anspielung auf Manns Roman Der Zauberberg), und meint: „Während die Welt brannte“, habe er „die Seelenregungen von Haustierchen beobachtet“ (eine Anspielung auf Manns Erzählung Herr und Hund).
Neben Hitler (Rupert Kutzner) und Ludendorff (General Vesemann) sind weitere historische Politiker erkennbar. Minister Flaucher verhält sich während des Putsches wie der wirkliche Gustav Ritter von Kahr. In Geheimrat Bichler lässt sich der Landesökonomierat Georg Heim (Bayerische Volkspartei) erkennen. Die Figur des Otto Klenk erinnert an Generalstaatsanwalt Christian Roth. Hinter dem „Kronprätendenten“ oder „Kronprinzen Maximilian“ schließlich verbirgt sich niemand anderer als der Sohn des letzten Bayernkönigs Ludwigs III., der Kronprinz Rupprecht von Bayern. Er erscheint bei Feuchtwanger als einflussreiche Persönlichkeit, die zu kennen von Nutzen sein kann.

## Stil
Feuchtwanger verwendet in seinem Roman oft bairische Dialektausdrücke, um das Lokalkolorit zu verstärken. Gleichzeitig suggeriert der Erzähler, der Roman sei aus großem zeitlichen Abstand geschrieben, indem er allseits Bekanntes erklärt (etwa dass Schiller in der beschriebenen Epoche ein bekannter Dichter war) oder indem er von „damals“ spricht, wenn er seine Gegenwart meint. In einer Information, die der Autor in der ursprünglich zweibändigen Ausgabe dem zweiten Band vorausstellt, nimmt er die Position großer zeitlicher Ferne ein und formuliert:

„Material über die Sitten und Gebräuche der altbayrischen Menschen in jener Epoche findet sich in einer Zeitung, die damals in einem altbayrischen Ort namens Miesbach erschien; dem ‚Miesbacher Anzeiger‘. Diese Zeitung ist in zwei Exemplaren erhalten, das eine befindet sich im Britischen Museum, das andere im Institut zur Erforschung primitiver Kulturformen in Brüssel.“

## Ausgaben
- Erfolg. Drei Jahre Geschichte einer Provinz. Roman. Gustav Kiepenheuer, Berlin 1930
- Querido-Verlag, Amsterdam 1934
- Aufbau-Verlag, Berlin 1948

ab 1950 veränderte Auflagen
- Aufbau-Taschenbuch-Verlag, Berlin 2008 (6. Aufl.), ISBN 978-3-7466-5629-8
  - Englische Ausgabe: Success. Viking Press, New York 1930
  - Zahlreiche Ausgaben in weiteren Sprachen, siehe Deutsche Nationalbibliothek

## Ausstellungen (Auswahl)
2014: Erfolg – Lion Feuchtwangers Bayern, Literaturhaus München, München.

## Bearbeitungen
Hörspiel
- 1983: Erfolg – Regie: Werner Grunow. Produktion: Rundfunk der DDR.
- 1984: Erfolg – Regie: Hartmut Kirste, Hörspielbearbeitung: Jochen Kittner. Produktion: Südwestfunk und Bayerischer Rundfunk. Komposition: Peter Zwetkoff, Sprecher: Axel Corti und Hannelore Elsner, Walter Andreas Schwarz, Hans Putz, Renate Grosser u. a. 356 min. Der Audio Verlag, Berlin 2008: 5 CDs.

Hörbücher
- 2001: Erfolg – Sprecher: Jörg Hube, Musik: Biermösl Blosn. Der Audio Verlag, Berlin: 2 CDs.
- 2008: Erfolg – Sprecher: Percy Adlon. Regie: Eva Demmelhuber. Bearbeitung und Redaktion: Judith Heitkamp (BR, Bayern 2). Der Audio Verlag, Berlin: 6 CDs. ISBN 978-3-89813-805-5.

Film
- 1991: Erfolg – Regie: Franz Seitz junior. Darsteller: Bruno Ganz (Jacques Tüverlin), Franziska Walser (Johanna Krain), Peter Simonischek (Dr. Martin Krüger), Mathieu Carrière (Erich Bornhaak). BRD. 265 min bzw. 165 min (Schnittversion).